# Christa Klaßová
Christa Klaßová také Christa Klassová (* 7. listopadu 1951 Osann) je německá politička, která v letech 1994 až 2014 působila jako poslankyně Evropského parlamentu.
Od roku 1975 je kvalifikovanou mistryní ve vinařství a této činnosti se stále věnuje.
Od roku 1994 byla poslankyní Evropského parlamentu v Porýní-Falcku. Zastupovala konzervativní německou Křesťansko-demokratickou unii, součást politické skupiny Evropské lidové strany (Křesťanských demokratů) a Evropských demokratů.